# Эсгаррат
Эсгарра́т (исп. esgarrat, эсгарраэ́т исп. esgarraet, от валенсийского esgarradet — «разорванный на части») — типичное блюдо Валенсийского сообщества в Испании, салат или закуска. Состоит из жаренного на гриле салата из красного перца, вяленой трески, чеснока, оливкового масла и иногда черных оливок. Название происходит от техники приготовления, при которой перец и рыбу нарезают тонкими полосками.
Его также подают в качестве тапас, и оно особенно типично для города Валенсии. Закуска популярна, так как вкус солёной трески очень хорошо контрастирует со сладостью перца, а в её сок, смешанный с оливковым маслом, обычно макают хлеб.
В Валенсии это блюдо можно рассматривать как разновидность эспенката, ещё одного популярного блюда валенсийской кухни. В Каталонии есть вариант, который называется esqueixada, что в переводе с каталонского означает «разорванный» или «рваный», и в нём вместо красного перца используются жареные помидоры. В центральном регионе Кастельон добавляют запеченные баклажаны и все ингредиенты нарезают на мелкие кусочки. Рецепт также может включать мохаму или треску.